# Capriccio Italien
Das Capriccio Italien op. 45 ist eine Orchesterkomposition von Pjotr Iljitsch Tschaikowski.

## Geschichte
Tschaikowski verarbeitet in diesem Stück italienische Volksmusik. Das populäre Lied mit dem Titel Bella ragazza dalle trecce bionde beginnt mit den Zeilen „Babbo non vuole, mamma nemmeno, come faremo a fare all’amor“ („Das Mädchen mit den blonden Zöpfen“ singt „Der Papa möchte es nicht, die Mama ebensowenig: wie stellen wir es nur an, uns zu lieben?“). Tschaikowski entwarf sein Werk während eines Romaufenthalts 1879/80, bei dem er auch den italienischen Karneval erlebte; die Orchestrierung entstand im Mai 1880. Die Komposition fällt somit in eines der schaffensreichsten Jahre Tschaikowskis. In diesem Jahr entstand u. a. auch die Ouverture solenelle 1812 sowie die bekannte Streicherserenade op. 48. Widmungsträger ist der Cellist Karl Davidow.
Das rund 16 Minuten dauernde Capriccio Italien wurde am 6. Dezember 1880 in Moskau unter Nikolai Rubinstein uraufgeführt. Der Titel ist ein sprachlicher Hybrid und besteht aus dem italienischen Wort Capriccio und dem französischen Wort Italien (also: italienisches Capriccio). Obschon der russische Komponist und Musikkritiker César Cui dem Capriccio Italien den Rang eines Kunstwerks absprach, war es ein großer Erfolg beim Moskauer Publikum. Einige Kritiker warfen Tschaikowski „Verwestlichung“ und „Kosmopolitismus“ vor. Die Themen sind in der Tat italienisch und damit auch westlich orientiert, aber die Techniken, mit denen Tschaikowski diese verarbeitet, sind russisch. Auch ist diese Kritik der „Verwestlichung“ darauf zurückzuführen, dass die damaligen Hörgewohnheiten in Russland stark vom sogenannten Mächtigen Häuflein bestimmt wurden, das sich sehr um typisch russische Musik bemühte.
Freddy Breck verwendete das Hauptthema des Mittelteils in seinem Schlager „Bianca“.

## Besetzung
3 Flöten (3. Flöte auch Piccoloflöte), 
2 Oboen und 1 Englischhorn, 
2 Klarinetten in A, 
2 Fagotte, 
4 Hörner in F, 
2 Pistons in A, 
2 Trompeten in E, 
2 Tenor-Posaunen, 
1 Bass-Posaune, 
1 Tuba,
Pauken in A,E und C, 
Glockenspiel, 
Triangel, 
Tamburin, 
Große Trommel, 
Becken, 
1 Harfe, 
Violinen, 
Viola, 
Violoncello, 
Kontrabass.

## Formaler Grundriss
Beim Capriccio Italien ist der Begriff Capriccio nicht formal, sondern sentimental aufzufassen. Die formale Grundlage des Werks geht auf das Vorbild von Glinkas Nacht in Madrid zurück. Mili Balakirew riet Tschaikowski zu dieser Formanlage. Sie zeugt jedoch auch von „westlichen“ formalen Grundprinzipien: Tschaikowski verwendet z. B. in zwei Abschnitten die Form ABA und markiert damit Beginn und Schluss des Werkes. Es ergibt sich eine
Vierteiligkeit: ABA-BC-DB-ECE.

## Werkanalyse
Die durch die Motive bereits vorgegebene Taktgruppenordnung macht einen Großteil der Individualität des Werkes aus. Beim Capriccio Italien werden verschiedene Taktgruppensysteme kontrastierend gegeneinander eingesetzt, was die Abschnitte stark voneinander abhebt. Tschaikowski bedient sich dazu mehrerer Mittel, von denen die wichtigsten die Phrasenverschränkung und die asymmetrische Periodenbauweise sind. In allen Abschnitten finden sich letztere, außer im D-Teil sowie im Epilog. Tschaikowski benutzt diese Asymmetrie bewusst als russisches Stilmittel. Die Asymmetrie und vor allem das Nebeneinander von asymmetrischen und geradtaktigen Perioden unterstützt der Komponist durch gezielte Instrumentation. Diese hat im Gesamtzusammenhang noch eine weitergehende Funktion: Das Markieren von Vorder- und Nachsatz wird ebenfalls in der Instrumentation deutlich. Die Verwendung asymmetrischer Perioden hat zur Folge, dass der Hörer z. T. meint, die Musik setze „zu früh“ oder „zu spät“ ein.
Genauso vielseitig wie in Bezug auf die Behandlung asymmetrischer Periodenkonstruktion zeigt sich der Komponist in Bezug auf die Komposition der Übergänge zwischen den einzelnen Abschnitten. Beim Einsatz des B-Themas bzw. dessen Begleitfigur in Takt 15 hebt ein Diminuendo den Schluss des ihm vorangegangenen A-Teils hervor. Der dominante E-Dur-Akkord wird nach viermaliger Wiederholung immer noch beibehalten, die Tonika erst in Takt 22 das erste Mal erreicht. Das nun folgende B-Thema kontrastiert gegenüber dem A-Thema in veränderter Periodenbildung, Instrumentation, Harmonik und natürlich auch in der Melodik. Es wirkt düster und geheimnisvoll. Hier wendet Tschaikowski wenig thematische Arbeit an, so dass alles eine Wiederholung in sich darstellt. Es gibt einzig ein paar kleine rhythmische Variationen, die jedoch eine Art „auskomponierte Verzierung“ darstellen. Ab Takt 43 entwickelt sich ein Dialog zwischen Flöten, Klarinetten und Solo-Oboe, der durch Abspaltung des Themenkopfs des B-Teils gewonnen wurde. Im Zentrum dieses Dialogs steht die Imitation, die in sich auch wieder eine Art Wiederholung darstellt. Aus diesem Dialog entsteht nun eine Figur, die ab Takt 60 eine Spannung aufbaut und zur Wiederholung des A-Teils überleitet. 
Dieses erscheint nun deutlich gekürzt; die letzten 8 Takte, die reine Wiederholung darstellen, fallen hier weg. Dies hat zur Folge, dass der letzte Takt nicht wie zu Beginn ein Decrescendo beinhaltet, sondern mit einem Forteakkord des ganzen Orchesters endet. Man hat den Eindruck, als erklänge die einprägsame Begleitfigur zum nun wiederkehrenden B-Teils „zu früh“. Diese unvermittelt plötzlich einsetzende Begleitfigur zieht nach sich, dass die Pausen noch unerwarteter daherkommen. Das Zeit-Takt-Gefühl des Hörers hebt sich allmählich auf. 
Der folgende B-Teil ist, analog zum A-Teil, auch stark gekürzt und erscheint in veränderter Instrumentation. 
Der C-Teil, eine Art kleiner Walzer, wird vorbereitet durch rhythmische Verkürzung bis auf die Begleitformel hin. Die Musik steht in den Pausen wie still; das Taktgefühl des Hörers wird verwirrt. Das nun folgende walzerähnliche C-Thema wird von zwei Oboen nur über dieser Begleitfigur vorgetragen. In diesem Teil wird der letzte Sprung e-cis in den Oboen stets durch die Flöten repetiert („Echo“). Dies ist die Stelle des Werkes, die den größten Wiedererkennungswert besitzt. Der C-Teil kehrt zu einem 3/4-Takt augmentiert ab Takt 456 wieder. Tschaikowski betreibt dann auch mehr thematische Arbeit mit dem Thema, als ob das Augmentierte zeigen soll, wie es eigentlich „sein sollte“. 
Der Übergang zum nun folgenden D-Teil ist mit dem zum C-Teil zu vergleichen; der Komponist verkleinert wiederum den Rhythmus bis auf die Begleitfigur, was mit schrittweiser Ausschaltung des Orchesterapparats einhergeht. Nur noch Fagott und Streicher spielen den thematischen Rhythmus, über dem sich nun die Melodie in der ersten Violine und den Flöten erhebt. In Bezug auf die Bauweise des Übergangs kommunizieren die beiden Teile C und D also miteinander. 
Tschaikowski gestaltet den Übergang zum wiedereinsetzenden B-Teil aus dem D-Teil heraus: Zwei Hörner spielen eine Melodie, die der Komponist durch Abspaltung aus dem D-Teil geschaffen hat. Die begleitenden Streicher, deren Stimme eine Art auskomponierte Verzierung darstellt, verstummen nach und nach. Der für den B-Teil typische Begleitrhythmus erscheint wieder in Takt 255. 
Ab Takt 281 beginnt sich eine Gegenstimme, die durch kleinste rhythmische Veränderungen entstanden ist, herauszubilden. Diese bleibt im ganzen ersten Vordersatz des E-Teils, der eine Art Tarantella darstellt, erhalten. Den Einsatz der Tarantella jedoch markieren die Bässe mit ihrem gewichtigen „A“. 
Eine rhythmische Verwirrung vollzieht sich ab Takt 449. Erst die Posaunen mögen wieder Klarheit verschaffen mit ihrem bedrohlichen Gang b-a-g-f-es-d-c-f. Diesmal ist es also der Bass, der zur Wiederholung des (augmentierten) C-Teils drängt. Die klaren Impulse des Neuansetzens werden durch zweimalige fff-Akkorde gesetzt (T. 455 bzw. 456).
In Takt 499 setzt ein Forte-Akkord dem C-Teil den Schluss. Ein verstummender Paukenwirbel, unterstützt durch tiefe Streicher, leitet den Übergang zum E-Teil her. Melodieführendes Instrument ist nun die Klarinette. 
Takt 572 schließlich (Epilog) ist diejenige Stelle, an der sich die über 39 Takte aufgebaute Spannung entlädt, was mit dem Wechsel der Taktart von 6/8 in 2/4 unterstützt wird.